# 사누키마치역
사누키마치역(일본어: 佐貫町駅, さぬきまちえき)은 일본 지바현 훗쓰시에 있는 동일본 여객철도의 철도역이다.

## 역 구조
섬식 1면 2선 구조의 지상역이다. 역사와 승강장은 과선교로 이어져 있다. 기미쓰역이 관리하며, 역 업무는 JR 지바 철도 서비스가 대신 하고 있다. 오전 7시 35분부터 오후 5시 50분까지 초록 창구를 영업하며, 간이 개찰기에서 스이카 및 제휴 교통카드의 사용이 가능하다.

### 승강장
| 1 | ■ 우치보 선 | 다테야마 · 지쿠라 · 아와카모가와 방면       |
| 2 | ■ 우치보 선 | 기미쓰 · 기사라즈 · 고이 · 소가 · 지바 방면 |

## 역세권 정보
- 국도 제127호
- 국도 제465호
- 마더 목장
- 도쿄 만 관음상
- 신마이코 해수욕장

## 역사
- 1915년 1월 15일 - 일본국유철도의 역으로 개업하였다.
- 1987년 4월 1일 - 민영화에 따라 동일본 여객철도의 소속이 되었다.
- 2009년 3월 14일 - 스이카의 사용이 가능해졌다.

## 인접역
| 동일본 여객철도 우치보 선 | 동일본 여객철도 우치보 선 | 동일본 여객철도 우치보 선      |
| ------------------------- | ------------------------- | ------------------------------ |
| 오누키 소가 방면          | ■ 우치보 선               | 가즈사미나토 아와카모가와 방면 |